# 資訊科技協定

《資訊科技協定》成员国

《資訊科技協定》（英語：Information Technology Agreement、ITA），內容主要是資訊科技產品的降稅方案，為WTO下的協定，於1996年12月新加坡部長會議時由29個會員以部長宣言方式發起創立。降稅清單內產品包括電腦、通訊設備、電子零組件、軟體、半導體、半導體製造設備、科學儀器、測試設備等，但不包含家電產品。

## 會員國
截至2014年第三季止，ITA成員總計78個，包括美國、日本、中國、韓國、印度、澳洲、加拿大、歐盟及台灣等。

## ITA現況
ITA II談判自2012年5月展開，經過多回合的多邊談判，至2015年7月簽署國才順利達成擴展協議，同年12月16日53個世界貿易組織成員在肯尼亞首都內羅畢簽署協議，同意取消201項IT產品的關稅，相關措施會於2016年月分期執行。